# Tiziana Trasciatti
Tiziana Trasciatti (geboren 1986 in Foligno) ist eine italienische Fußballschiedsrichterassistentin.

## Werdegang
Vom Beruf Rechtsanwältin steht sie
seit 2019 auf der Liste der FIFA-Schiedsrichter und ist an der Spielleitung internationaler Fußballspiele beteiligt, unter anderem in der Women’s Champions League und der Women’s Nations League.
Trasciatti war unter anderem Schiedsrichterassistentin bei der U-19-Europameisterschaft 2023 in Belgien, bei der U-20-Weltmeisterschaft 2024 in Kolumbien sowie bei diversen Qualifikations- und Freundschaftsspielen.
In der Saison 2022/23 gab sie ihr Debüt in der Serie A der Herren. Beim Spiel zwischen Inter Mailand und dem FC Turin am 28. April 2024 bildete sie zusammen mit der Schiedsrichterin Maria Sole Ferrieri Caputi und der Assistentin Francesca Di Monte  das erste vollständig aus Frauen bestehende Schiedsrichtergespann, das ein Spiel der Serie A leitete.